# Шинкаренко Тетяна Володимирівна
Тетяна Володимирівна Шинкаренко (Ситник) (26 жовтня 1978, Чернівці) — українська гандболістка, призер Олімпійських ігор. Заслужений майстер спорту України.

## Спортивна кар'єра
Перший тренер — Ф. Литвинюк (Чернівецька область).
Закінчила Бердянський державний педагогічний університет.
Грала за клуби «Галичанка» (Львів), «Мотор» і «Мотор-2» (Запоріжжя, 1996—2002 рр.), «Хіпобанк» (Відень, Австрія)
Переможниця Кубка володарів кубків у складі «Мотора» (2001) і його фіналістка («Хіпобанк», 2004). П'ятикратна володарка Кубка Австрії та дворазова — Кубка України. П'ятиразова чемпіонка України, п'ятиразова чемпіонка Австрії. Срібний призер кубка та бронзовий призер чемпіонату Угорщини (2009). Срібна призерка Суперкубка європейських країн (2001 і 2004) і молодіжної першості Європи (1996). Переможниця Європейської суперліги 2005 року. Визнана найкращим легіонером і найкращою розігруючою 2011 року австрійської ліги.
Бронзову олімпійську медаль вона виборола на афінській Олімпіаді в складі збірної України з гандболу.

## Титули та досягнення

### Державні
- Орден княгині Ольги III ступеня
- Почесна грамота Кабінету Міністрів України
- Почесна грамота Верховної Ради України
- Сріюна медаль «За заслуги у розвитку спорту в Нижній Австрії»